# Heterocallia likiangensis
Heterocallia likiangensis là một loài bướm đêm trong họ Geometridae.